# Ornithology (czasopismo)
Ornithology – czasopismo naukowe (kwartalnik), publikowane przez American Ornithological Society. Ukazuje się bez przerwy od 1884. Do 2020 nosiło nazwę „The Auk”; jednocześnie zmieniono też nazwę siostrzanego czasopisma „The Condor” na „Ornithological Applications”. Wcześniej „The Auk” wydawany był przez Amerykańską Unię Ornitologiczną (American Ornithologists’ Union, AOU), która w 2016 połączyła się z Cooper Ornithological Society (wydającym „The Condor”), tworząc American Ornithological Society.
Czasopismo zawiera artykuły z zakresu naukowych studiów nad anatomią, zachowaniem i występowaniem ptaków. Obecnie redaktorem naczelnym jest T. Scott Sillett ze Smithsonian Migratory Bird Center.
Pierwotna nazwa czasopisma, „The Auk” (wym. [ði ˈɔːk]), pochodziła od angielskiej nazwy alki olbrzymiej (Great Auk), będącej symbolem AOU.